# Episodi di Navy Log (terza stagione)
La terza stagione della serie televisiva Navy Log è andata in onda negli Stati Uniti dal 18 settembre 1957 all'11 settembre 1958 sulla ABC.
In Italia viene trasmessa su Telecapri dall'8 luglio al 28 agosto 2015, dopo il recupero della messa in onda dell'episodio The Death of Dillinger-San, a seguito dell'iniziale ban su Telecapri News durante la prima visione il 14 dicembre 2014, poiché ritenuto troppo forte per il pubblico di soli adulti, poi recuperato sullo stesso canale il 5 maggio dello stesso anno.
| nº | Titolo originale          | Prima TV USA      |
| -- | ------------------------- | ----------------- |
| 1  | The Ballad of Big E       | 18 settembre 1957 |
| 2  | Call Conrad               | 25 settembre 1957 |
| 3  | Phantom Commander         | 2 ottobre 1957    |
| 4  | Capture of the U-505      | 9 ottobre 1957    |
| 5  | Human Bomb                | 16 ottobre 1957   |
| 6  | PT 109                    | 23 ottobre 1957   |
| 7  | The Commander and the Kid | 31 ottobre 1957   |
| 8  | Fire at Sea               | 7 novembre 1957   |
| 9  | Storm Within              | 14 novembre 1957  |
| 10 | P.O.W. at Forty Fathoms   | 21 novembre 1957  |
| 11 | One If by Sea             | 28 novembre 1957  |
| 12 | The Amateurs              | 5 dicembre 1957   |
| 13 | Joe Foss, Devilbird       | 12 dicembre 1957  |
| 14 | The Beach Pounders        | 19 dicembre 1957  |
| 15 | The Big White Albatross   | 26 dicembre 1957  |
| 16 | The Butchers of Kapsan    | 2 gennaio 1958    |
| 17 | The Lonely Watch          | 9 gennaio 1958    |
| 18 | The Blood Line            | 16 gennaio 1958   |
| 19 | American U-Boat III       | 23 gennaio 1958   |
| 20 | The Way of the Wrangell   | 30 gennaio 1958   |
| 21 | And Then There Were None  | 6 febbraio 1958   |
| 22 | Blood Alley               | 13 febbraio 1958  |
| 23 | The Draft Dodger          | 20 febbraio 1958  |
| 24 | The Soapbox Kid           | 27 febbraio 1958  |
| 25 | Helldivers Over Greece    | 6 marzo 1958      |
| 26 | One Grand Marine          | 20 marzo 1958     |
| 27 | The Field                 | 30 marzo 1958     |
| 28 | Florida Weekend           | 21 agosto 1958    |
| 29 | Mama Germaine             | 28 agosto 1958    |
| 30 | The Goodwill Ambassador   | 11 settembre 1958 |

## The Ballad of Big E
- Prima televisiva: 18 settembre 1957

### Trama
- Interpreti: Paul Birch, John Carradine (narratore), William Halsey (se stesso), John Phillips

## Call Conrad
- Prima televisiva: 25 settembre 1957

### Trama
- Interpreti: Eddie Foy Jr., Douglas Kennedy (comandante Bourne), Eve Miller (Lois MacKenzie), Kathleen O'Malley (Mrs. Stout), Harlan Warde (Hastings), H. M. Wynant (Hollis)

## Phantom Commander
- Prima televisiva: 2 ottobre 1957

### Trama
- Interpreti: Ted de Corsia, Walter Sande

## Capture of the U-505
- Prima televisiva: 9 ottobre 1957

### Trama
- Interpreti: Stuart Randall, Joel Smith (Johnston)

## Human Bomb
- Prima televisiva: 16 ottobre 1957

### Trama
- Interpreti: Ernest Borgnine (presentatore), Alex Gerry (Bowman), Jack Larson (Gordon), Jimmy Lydon (Kline), Tony Mayo (Losh), Willard Sage (Walling)

## PT 109
- Prima televisiva: 23 ottobre 1957

### Trama
- Interpreti: John Baer (John F. Kennedy), Don Blackman (Native #1), Robert Carson (narratore), John Close (McMahon), David Frankham (Leftenant), Anthony Ghazlo Jr. (Native #2), Clark Howat (Chaplain), Frank Killmond (Harris), Peter Miller (McQuire), Joel Smith (Johnston), David Waldor (ensign Thom), Patrick Waltz (Ross), Thomas Wilde (comandante)

## The Commander and the Kid
- Prima televisiva: 31 ottobre 1957

### Trama
- Interpreti: Philip Ahn (Korean Soldier), Tristram Coffin (capitano Spofford), Lawrence Dobkin (tenente Commander DeForest), Brenda Lee (Korean Girl), Teru Shimada (Patriot)

## Fire at Sea
- Prima televisiva: 7 novembre 1957

### Trama
- Interpreti: Edward Binns (Robert J. Quinn), Robert Rockwell (Chief John Milde), Will J. White (Simon), Frank Wilcox (ammiraglio Sharpe)

## Storm Within
- Prima televisiva: 14 novembre 1957

### Trama
- Interpreti: Harry Bellaver (Chief Quartermaster Leon Sanford), Betty Lou Gerson (Mrs. Sanford), Leonard Graves (tenente Jackson), Mack Williams (capitano), John Zaremba (dottor Raymond Miller)

## P.O.W. at Forty Fathoms
- Prima televisiva: 21 novembre 1957

### Trama
- Interpreti: Ross Evans (Erich), Don Gordon (Joey), Kurt Kreuger (The Baron), Henry Rowland (Mueller)

## One If by Sea
- Prima televisiva: 28 novembre 1957

### Trama
- Interpreti: Mark W. Clark (se stesso), Edward Colmans, Reed Hadley, John Hoyt, Leo Penn

## The Amateurs
- Prima televisiva: 5 dicembre 1957

### Trama
- Interpreti: John Archer (comandante Welby), Douglas Evans (ammiraglio), Robert Nelson (Raymond), Steven Terrell (ensign Adams)

## Joe Foss, Devilbird
- Prima televisiva: 12 dicembre 1957

### Trama
- Interpreti: Mason Alan Dinehart (Marly), Anthony Eisley (Joe Foss), Ray Montgomery (Major)

## The Beach Pounders
- Prima televisiva: 19 dicembre 1957

### Trama
- Interpreti: Robert Benevides (Larry Hilton), Ray Boyle (Reed), Lewis Martin (Mr. Johnstone), Richard Peel (Reinman), Cesar Romero (presentatore), Evelyn Scott (Mrs. Johnstone), Jim Jacobs (German Saboteur)

## The Big White Albatross
- Prima televisiva: 26 dicembre 1957

### Trama
- Interpreti: Lionel Ames (Laswell), Doug Andrews, George Cisar (Ederheimer), George Conrad, Richard Deacon (capitano), Charles Farrell (presentatore), Stephen Joyce (Fox), Alvy Moore (Guite), James Murphy, Jack Richardson

## The Butchers of Kapsan
- Prima televisiva: 2 gennaio 1958

### Trama
- Interpreti: Warren Frost (Shugart), Glen Gordon (Vaughan), Stacy Keach Sr. (comandante Paul Gray), Kenneth MacDonald (ammiraglio), Robert Montgomery (presentatore)

## The Lonely Watch
- Prima televisiva: 9 gennaio 1958

### Trama
- Interpreti: James Cagney (se stesso), Robert Crosson (Carter Anderson), Clint Eastwood (Burns), Alex Gerry (Busch), James Todd (capitano Charles Anderson)

## The Blood Line
- Prima televisiva: 16 gennaio 1958

### Trama
- Interpreti: Richard Devon (pilota), George Eldredge (ammiraglio), Dorothy Green (Mary Sproul), Meade Martin (soldato First Class Gerald Armstrong), Joseph Sargent (Cargo Pilot)

## American U-Boat III
- Prima televisiva: 23 gennaio 1958

### Trama
- Interpreti: Holly Bane (Horn), Steve Brodie (tenente Commander F.A. Darbin), Forrest Compton (Connell), Thomas Browne Henry (Bagley), Ralph Reed (Potter)

## The Way of the Wrangell
- Prima televisiva: 30 gennaio 1958

### Trama
- Interpreti: George Brenlin (Long), Dick Foote (Cantrell), William Kendis (Kessler), Kenneth Tobey (capitano Bright), Ben Welden (Arnt)

## And Then There Were None
- Prima televisiva: 6 febbraio 1958

### Trama
- Interpreti: John Daly (se stesso - presentatore), John Doucette (Guns), David McMahon (comandante), Dennis Moore (Bowen), Sondra Rodgers (Wife), Bobby Santon (Fuzzy Face)

## Blood Alley
- Prima televisiva: 13 febbraio 1958

### Trama
- Interpreti: Rico Alaniz (Mario), Frank Gerstle (Thompson)

## The Draft Dodger
- Prima televisiva: 20 febbraio 1958

### Trama
- Interpreti: Dale Cummings (Keintz), Ron Hagerthy (Swenson), Strother Martin (D'Amico), Tyler McVey, John Shay (Hill), John Trayne, Bill Walker (Orungo), Carleton Young (Styles)

## The Soapbox Kid
- Prima televisiva: 27 febbraio 1958

### Trama
- Interpreti: Richard Beymer (Ennis Thompson), Dennis Day (presentatore), John Doucette (The Chief), Paul Engle (Danny), John Wilder (Lover)

## Helldivers Over Greece
- Prima televisiva: 6 marzo 1958

### Trama
- Interpreti: Robert Cabal (Filios), Dale Cummings (ufficiale), Michael Emmet (ufficiale), Richard Erdman (ufficiale), Richard Karlan (Riva)

## One Grand Marine
- Prima televisiva: 20 marzo 1958

### Trama
- Interpreti: Sidney Clute (Major), Joe Di Reda (tenente Richard Winters), Paul Genge (sergente), Regis Toomey (ammiraglio), Victor Sen Yung (Red Officer)

## The Field
- Prima televisiva: 30 marzo 1958

### Trama
- Interpreti: Michael Caine, Kenneth Collins, David Gardner (tenente Bob Martin), Howard Marion-Crawford, Noelle Middleton (Carole), Leslie Nunnerley, Frank Pettitt, John Sullivan

## Florida Weekend
- Prima televisiva: 21 agosto 1958

### Trama
- Interpreti: Richard Webb (Kenwood Hollister), Robert Rockwell (Sandy Bridges), Ben Johnson (Border Patrol Officer), Abel Fernandez (Indian), Ralph Smiley (Indian Chief), Robert Carson (narratore, voce)

## Mama Germaine
- Prima televisiva: 28 agosto 1958

### Trama
- Interpreti: Ivy Bless (Maria), Brandon Brady (Handsome), Robert Crosson (Bowen), Françoise Rosay (Mama Germaine)

## The Goodwill Ambassador
- Prima televisiva: 11 settembre 1958

### Trama
- Interpreti: Brandon Brady (tenente Carter), Robert Crosson (ensign Peck), Teresa del Río (Ines), Nick Stuart (tenente Forbes)